# Турецкий гамбит (фильм)
«Туре́цкий гамби́т» — российский художественный фильм 2005 года, экранизация одноимённой книги Бориса Акунина, повествующей о ходе Русско-турецкой войны (1877—1878) и участии в ней главного героя Эраста Фандорина.
В российский прокат фильм вышел 22 февраля 2005 года.
Телевизионный премьерный показ 4-серийной версии фильма прошёл на Первом канале с 25 по 28 декабря 2006 года.

## Сюжет
1876 год. Разбитые сербы спасаются бегством от преследующей их турецкой пехоты. Русский доброволец, титулярный советник Эраст Петрович Фандорин замечает спрятавшуюся в зарослях семью беженцев и уводит турок за собой. Оглушённый взрывом динамитной шашки, он попадает в плен.
Проходит 8 месяцев. Военнопленные, вместе с местными крестьянами, ремонтируют мост под надзором турецких солдат. Офицер Лествицкий, скованный цепью с Фандориным, не выдерживает тяжёлых условий пребывания в плену и бросается к проезжающей через мост карете. Однако пассажир кареты хладнокровно пристреливает Лествицкого. Тело Лествицкого увлекает Фандорина в пропасть. Кучер кареты расковывает Фандорина. Одновременно болгарские крестьяне отвлекают внимание турок, и Фандорин прицепляется ко дну кареты. Карета привозит его в Видин, где местный губернатор, Юсуф-паша, встречает пассажира — Анвара-эфенди, приехавшего с важной миссией из Константинополя. Фотограф губернатора делает снимок гостя, но тот приказывает немедля уничтожить снимок. Фандорин проникает в губернаторский дом, но замечает только перчатки и очки таинственного гостя. Прибывает полковник Измаил-бей, личный адъютант маршала Османа Нури-паши, чьему корпусу поручено захватить небольшой город Плевну, нависающий над коммуникациями русских войск, из-за чего наступление будет сорвано. Анвар выигрывает шахматную партию с губернатором, объясняя на примере гамбита, что разыграет с русскими «гамбит», («отдать малое, чтобы выиграть инициативу»).
Пробираясь к своим, Фандорин встречает в болгарской харчевне переодетую столичную барышню Варвару Андреевну Суворову, едущую к жениху — шифровальщику штаба, Петру Яблокову, который, по её убеждению, без неё пропадёт. Сначала девушка пыталась добраться до фронта в костюме сестры милосердия, но её едва не раскрывают, и сбежав с поезда, не без помощи симпатизирующего ей лейтенанта, и, по совместительству, инженера-изобретателя, Дмитрия Гриднева, Суворова продолжила свой путь на ногах, однако теперь сидит в харчевне, потому что её проводник сбежал, прихватив её вещи и деньги. Эраст выигрывает осла у постояльца харчевни в азартной игре и забирает с собой Варвару.
В пути герои едва не становятся жертвами банды башибузуков, но их спасает казачий разъезд под командой генерал-майора Михаила Соболева, однако Эраст заподозривает неладное, ведь ружьё, которое он забрал у одного из башибузуков, не было заряжено. Бандиты уезжают, бросив пленного офицера Еремея Перепёлкина. Перепёлкин настойчиво упрашивает генерала оставить его при себе, и тот соглашается. Фандорин сообщает Михаилу Соболеву, что нужно немедленно занять Плевну, потому что туда идёт корпус Османа-паши. Генерал не верит Фандорину и отправляет его в особый отдел для допроса. Тем не менее, он посылает в Плевну казачью полусотню.
Прибывший в русский лагерь жандармский генерал Лаврентий Аркадьевич Мизинов освобождает Фандорина, которого вместе с Варей допрашивал ретивый подполковник Казанзаки, и передаёт приказ генералу Н. Криденеру немедленно занять Плевну. Мизинов решает отправить Суворову в карантин до конца войны, но Фандорин уговаривает начальника оставить Варю при нём. Вечером, встретившись с женихом и добыв элегантное платье, Суворова производит сенсацию на вечеринке в пресс-клубе, где за ней одновременно ухаживают генерал Михаил Соболев, французский корреспондент Шарль д’Эвре и Лукан, полковник Румынской армии и представитель принца Кароля в штабе русской армии. Британский журналист Шеймус Маклафлин прерывает вечеринку известием: Криденер занял крепость Никополь. Жандармы тут же арестовывают Яблокова, поскольку в его шифровке слово Плевна было заменено на Никополь. Тем временем отряд Измаил-бея уничтожает казачью полусотню. Передовые части корпуса Османа-паши входят в Плевну.
Фандорин и Варя начинают расследование. Фандорин узнаёт, что Яблокова выманил из палатки запиской о прибытии Вари вольноопределяющийся Лунц. Фандорин выслеживает Лунца, который, будучи гомосексуалистом, устраивает свидание в пещере с другим солдатом. Перепуганный Лунц не успевает назвать имя передавшего ему записку, Анвар пускает ему пулю в горло, а потом бросает динамитную шашку, вызывая обвал. Мизинов заявляет Фандорину, что «Смерть с косой» — не лучшая замена умершей невесты.
Варя и Шарль тайно отправляются в Плевну, где встречаются с полковником Измаил-беем. Он сообщает, что в городе находится только небольшой отряд ополченцев, а Осман-паша прибудет только вечером. На самом же деле солдаты корпуса спрятаны по дворам. Шарль указывает на бравых охранников, на что Измаил-бей отвечает, что это телохранители Анвара. Варя бросается в погоню и ранит предполагаемого Анвара, но не может его добить. Солдаты Измаил-бея подбирают лже-Анвара и отходят перед подоспевшими казаками Михаила Соболева.
Приехавший ротмистр Зуров, старый знакомый Фандорина, предлагает офицерам сыграть в карты, полковник Лукан с треском проигрывает.
Русские предпринимают 2-й штурм Плевны. Костромской 19-й пехотный полк, идущий в обход, попадает в артиллерийскую засаду, турки заранее пристреляли дорогу и буквально истребляют весь полк. Фандорин подозревает в измене румынского полковника Лукана, который в приватной беседе с Варей предсказал поражение русских. Кроме того, Лукан незадолго до этого сначала проигрывал Зурову в карты, а потом стал разбрасываться деньгами. Герои едут в Бухарест, чтобы развеяться. Жандармы Мизинова находят в палатке Лукана компрометирующие его бумаги. Варя копается в бумагах Лукана. Полковник считает, что она специально ушла из зала, и неудачно пытается ею овладеть. Журналист Шарль д’Эвре и ротмистр Зуров вызывают его на дуэль. Лукан неожиданно вызывает капитана Перепёлкина, худшего стрелка из их компании, но на дуэли получает от трясущегося от страха капитана пулю прямо в лоб.
30 августа 1877 года русские предпринимают общий 3-й штурм Плевны. Зуров приносит весть: Михаилу Соболеву удалось ворваться в город. Анвар нагоняет Зурова и Казанзаки и пристреливает обоих. Осман выбивает Михаила Соболева из Плевны. Александр II заявляет Михаилу Соболеву, что гонец генерала пропал. Поисковая партия находит тела Зурова и Казанзаки. Варя случайно находит в кустах именную флягу. Фандорин вместе с ней спешит туда, но пули неизвестного снайпера разбивают ось их повозки и приводят к её крушению.
Выписавшаяся из госпиталя Варя встречает Маклафлина. Тот проговаривается, что к генералу Конецкому приедут парламентёры от Османа-паши с предложением о сдаче. Фандорину это кажется подозрительным — отряд Конецкого занимает самый край обороны. Он уверен, что турки пойдут на прорыв, и отправляет Варю к Михаилу Соболеву, а сам направляется к Конецкому. Прибывшие парламентёры во главе с Измаил-беем внезапно атакуют русских. Фандорин препятствует Измаил-бею подать сигнал из ракетницы, Осман не получает сигнал на прорыв. Осман-паша капитулирует перед русскими. Государь отправляет Фандорина в Лондон, с целью вбить клин между Турцией и Англией, он должен заявить, что Маклафлин, которого Фандорин считает турецким шпионом, занимался недостойными делами. Русские войска выходят на подступы к Константинополю. Отряд Михаила Соболева на поезде турецкой делегации приезжает в городок Султан-Капусэ, находящийся близ турецкой столицы, и занимает здание банка.
Приехавший в последний момент Фандорин заявляет, что Михаил Соболев попал в ловушку: если русские солдаты войдут в Константинополь, стоящая в проливе Босфор английская эскадра немедленно откроет огонь, и Англия вступит в войну на стороне Турции. Фандорин утверждает, что Анвар-эфенди с самого начала находился при штабе русских, а потом заявляет, что губернатор Видина якобы сохранил тот снимок, ловя шпиона на блеф. Разоблачённый Анвар (Перепёлкин) захватывает Варю в заложницы, метким броском ножа выводит из строя журналиста Эвре и выстрелом из револьвера скашивает Митю. Он запирается с Варей в бронированном банковском хранилище.
Анвар рассказывает, что скоро в город войдёт полк султанской гвардии и захватит Михаила Соболева «как мышонка». Варе не удаётся предупредить соотечественников. Султанская гвардия вступает в бой с отрядом Михаила Соболева. Анвар, «ненавидящий бездействие», стреляет из окна по офицерам и ранит Михаила Соболева, но Фандорин, вскарабкавшись по карнизу, прыгает и повисает на Анваре. Анвар втягивает Фандорина в комнату и сокрушает его в поединке, но Варя обрушивает ему на голову золотой слиток, убив шпиона на месте. Русские на улицах городка одерживают верх над противником.
После заключения мира Фандорин, несмотря на повышение в чине, уезжает из освобождённого Константинополя в Японию, его перспективы романа с Варей обрываются. Варя с Петей Яблоковым уезжают на поезде в Петербург.

## В ролях
| Актёр               | Роль                                                             |
| ------------------- | ---------------------------------------------------------------- |
| Егор Бероев         | титулярный советник Эраст Петрович Фандорин протагонист          |
| Ольга Красько       | Варвара Андреевна Суворова помощница Фандорина                   |
| Александр Лыков     | капитан Перепёлкин / турецкий шпион Анвар-эфенди                 |
| Александр Балуев    | генерал Михаил Соболев                                           |
| Владимир Ильин      | генерал Лаврентий Аркадьевич Мизинов бывший шеф Эраста Фандорина |
| Дидье Бьенэме       | французский корреспондент при русской ставке Шарль д’Эвре        |
| Виктор Вержбицкий   | румынский полковник Лукан                                        |
| Дмитрий Певцов      | ротмистр Гродненского гусарского полка граф Ипполит Зуров        |
| Даниэль Ольбрыхский | британский корреспондент при русской ставке Шеймус Маклафлин     |
| Марат Башаров       | прапорщик Митя Гриднев                                           |
| Алексей Гуськов     | подполковник Казанзаки                                           |
| Александр Олешко    | шифровальщик Пётр Яблоков жених Варвары                          |
| Андрей Краско       | унтер-офицер                                                     |
| Леонид Куравлёв     | майор                                                            |
| Евгений Лазарев     | император Александр II                                           |
| Виктор Бычков       | хорунжий                                                         |
| Гоша Куценко        | турецкий полковник Измаил-Бей                                    |
| Сергей Газаров      | видинский губернатор Юсуф-паша                                   |
| Валдис Пельш        | Данченко                                                         |
| Андрей Руденский    | Лествицкий                                                       |
| Анатолий Кузнецов   | генерал Конецкий                                                 |
| Олег Макаров        | вольноопределяющийся Лунц                                        |
| Станислав Дужников  | буфетчик Семён Алексеев                                          |

## Съёмочная группа
- Режиссёр — Джаник Файзиев
- Продюсеры: Леонид Верещагин, Анатолий Максимов, Константин Эрнст
- Сценарий: Борис Акунин, Джаник Файзиев
- Музыка: Всеволод Саксонов, Андрей Феофанов, Руслан Муратов
- Оператор — Андрей Жегалов
- Художник — Владимир Светозаров
- Художник по костюмам — Сергей Стручев
- Художник по гриму — Галина Королева
- Монтаж — Энцо Монникони
- Звукорежиссёр — Михаил Буянов
- Постановщик трюков — Валерий Деркач

## Отличия от книги
- В фильме показан побег Фандорина из плена; в книге он рассказывает, что выиграл свою свободу.
- В романе Фандорин более непроницаемый и менее стеснительный, в том числе с Варварой.
- Лукан в романе погибает на дуэли на саблях от руки д’Эвре, в фильме — на пистолетах от выстрела Перепёлкина. В отличие от фильма, где Лукан нарочно выбирает худшего стрелка и настаивает на одной дуэли, в романе Лукан дуэли не боится и готов сразиться со всеми.
- В фильме добавлено большое количество боевых сцен с участием Вари и Фандорина, которых нет в романе: воздушная разведка турецких позиций Варей и Фандориным, покушение Анвара на Фандорина в пещере, попытка захвата Анвара Варей и д’Эвре (в романе д’Эвре едет в Плевну один и лишь берёт у турок интервью), расстрел Анваром повозки, на которой едут Варя и Фандорин, финальная схватка Фандорина и Вари с Анваром (в романе Анвар, продержав Варю в плену, отпускает её после неудачи наступления турок).
- В романе Варя попадает в госпиталь, заболев тифом, в фильме — после расстрела повозки.
- Анвар-Эфенди в фильме — Перепёлкин, а в книге — д’Эвре.

## Факты
- Прообраз Михаила Николаевича Соболева — Михаил Дмитриевич Скобелев, участник войны, имевший прозвище «Белый генерал»[3].
- Роль д’Эвре стала для Дидье Бьенэме последней — он умер за день до начала озвучивания. В результате в фильме речь актёра была оставлена на французском[4].

## Музыкальные композиции
- «Идём на Восток» (музыка и слова Максима Покровского, исполнение группы «Ногу свело!»)
- «Дождик осенний» (музыка Исаака Шварца, слова Булата Окуджавы, исполнение Ольги Красько)
  - Песня была написана к кинофильму «Капитан Фракасс» (1984)[5], также исполнялась в сериале «С новым счастьем!» (1999)
- «Эдерлези» (аранжировка Горана Бреговича)

## Награды и номинации
| Награды и номинации     | Награды и номинации                    | Награды и номинации                                    | Награды и номинации | Награды и номинации |
| Награда                 | Категория                              | Номинант                                               | Результат           |                     |
| ----------------------- | -------------------------------------- | ------------------------------------------------------ | ------------------- | ------------------- |
| MTV Russia Movie Awards | «Лучший саундтрек»                     | «Идём на восток!» — «Ногу свело!»                      | Победа              |                     |
| MTV Russia Movie Awards | «Лучший фильм»                         |                                                        | Номинация           |                     |
| MTV Russia Movie Awards | «Лучшая мужская роль»                  | Егор Бероев                                            | Номинация           |                     |
| MTV Russia Movie Awards | «Лучшая женская роль»                  | Ольга Красько                                          | Номинация           |                     |
| MTV Russia Movie Awards | «Лучшая комедийная роль»               | Марат Башаров                                          | Номинация           |                     |
| MTV Russia Movie Awards | «Лучшая кинокоманда»                   |                                                        | Номинация           |                     |
| MTV Russia Movie Awards | «Лучший кинозлодей»                    | Александр Лыков                                        | Номинация           |                     |
| MTV Russia Movie Awards | «Лучшая драка или сражение»            | Эраст Фандорин против Перепёлкина, развязка в Стамбуле | Номинация           |                     |
| MTV Russia Movie Awards | «Самая зрелищная сцена»                | Эраст Фандорин и Варя Суворова летят на воздушном шаре | Номинация           |                     |
| «Золотой орёл»          | «Лучшая работа художника-постановщика» | Владимир Светозаров                                    | Победа              |                     |
| «Золотой орёл»          | «Лучшая работа художника по костюмам»  | Сергей Стручев                                         | Победа              |                     |
| «Золотой орёл»          | «Лучший монтаж фильма»                 | Энцо Мениконе                                          | Победа              |                     |
| «Золотой орёл»          | «Лучший игровой фильм»                 |                                                        | Номинация           |                     |
| «Золотой орёл»          | «Лучшая работа звукорежиссёра»         | Михаил Буянов                                          | Номинация           |                     |
| «Жорж»                  | «Лучшее кино России и СНГ»             |                                                        | Номинация           |                     |